# Union County, Mississippi
Union County är ett administrativt område i delstaten Mississippi, USA, med 27 134 invånare. Den administrativa huvudorten (county seat) är New Albany. 

## Geografi
Enligt United States Census Bureau har countyt en total area på 1 080 km². 1 076 km² av den arean är land och 4 km² är vatten. 

### Angränsande countyn
- Benton County & Tippah County - nord
- Prentiss County - öst
- Lee County - sydost
- Pontotoc County - syd
- Lafayette County - sydväst
- Marshall County - nordväst